# Мислив
Мислив (чеш. Myslív) је насељено мјесто са административним статусом сеоске општине (чеш. obec) у округу Клатови, у Плзењском крају, Чешка Република.

## Становништво
Према подацима о броју становника из 2014. године насеље је имало 431 становника.

## Галерија
- Бивши ресторан
- Центар општине